# Taphrinales
.

Taphrinales är en ordning av svampar. Taphrinales ingår i klassen Taphrinomycetes, divisionen häxkvastsvampar, divisionen sporsäcksvampar och riket svampar.
| Taphrinales | \| \| Protomycetaceae \| \| \| \| \| \| Taphrinaceae \| \| \| \| |
|             | \| \| Protomycetaceae \| \| \| \| \| \| Taphrinaceae \| \| \| \| |
|             | Protomycetaceae                                                  |
|             |                                                                  |
|             | Taphrinaceae                                                     |
|             |                                                                  |

|  | Protomycetaceae |
|  |                 |
|  | Taphrinaceae    |
|  |                 |

## Bildgalleri

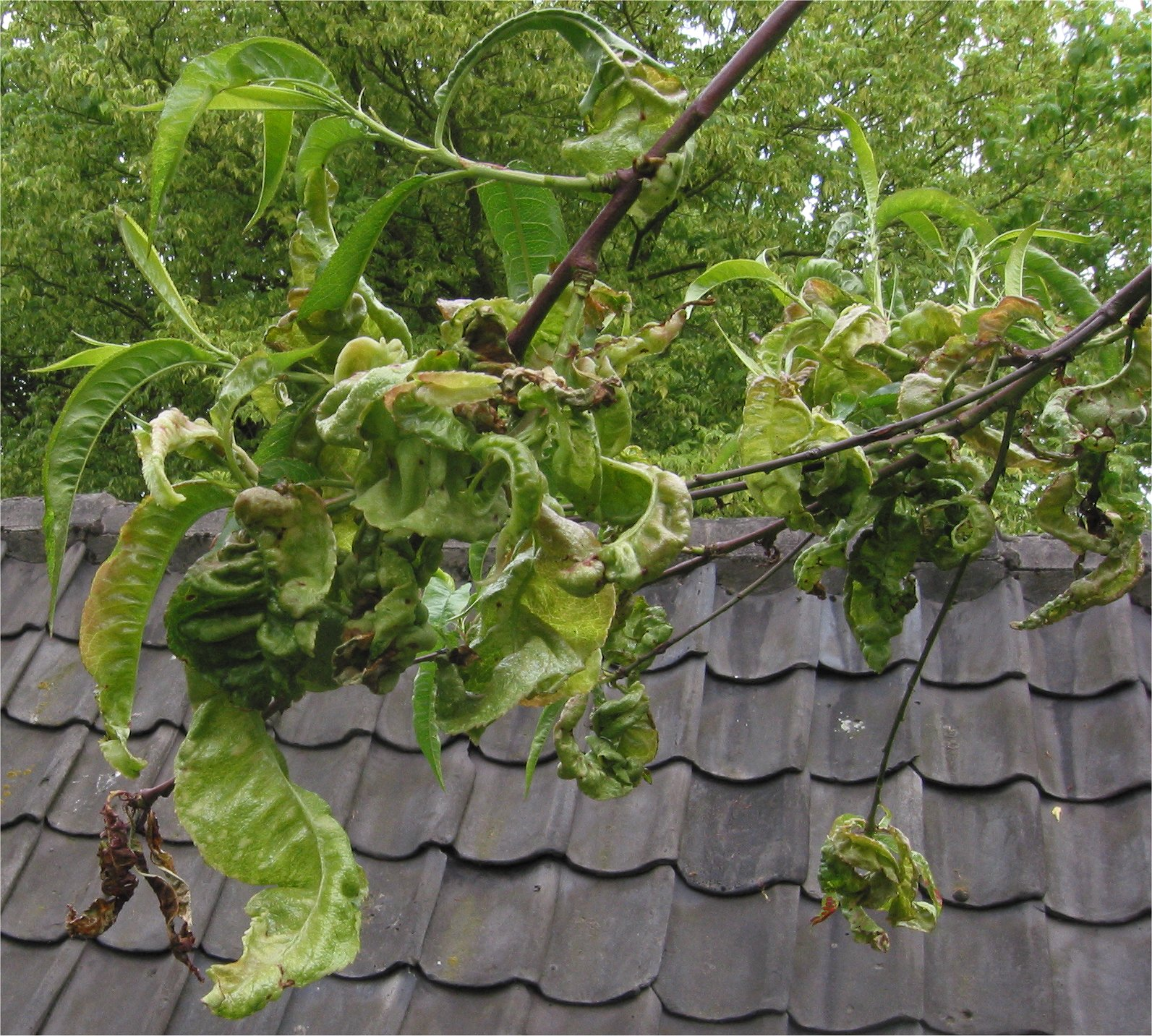